# Атмор (Алабама)
Атмор (англ. Atmore) — город в США в округе Эскамбия штата Алабама.
Расположен в юго-западной Алабаме, к северу от границы штата Флорида, примерно в 80 км к северо-востоку от города Мобил. Город был основан в 1866 году Уильямом Ларкином Уильямсом, который основал железнодорожную станцию, известную как станция Уильямс. Поселенцев привлекали плодородные сельскохозяйственные угодья и обилие леса. Затем город именовался Карней. В 1897 году название города было изменено на Атмор в честь Чарльза Посона Атмора, главного пассажирского агента железной дороги Louisville and Nashville Railroad. Основные промышленные предприятия Атмора включают производство одежды, ковров и автомобильной продукции. Лесоматериалы также играют важную роль.
В Атморе и его окрестностях проживает официально признанное индейское племя Порч (Poarch Band of Creek Indians).